# Sikorsky S-97
Il Sikorsky S-97 Raider è un elicottero da ricognizione ed attacco ad alta velocità proposto ed in fase di sviluppo da parte della Sikorsky Aircraft. La Sikorsky prevede di offrirlo nel programma dell'United States Army denominato Armed Aerial Scout insieme con altri possibili usi.

## Storia
Il progetto è stato presentato nell'ottobre 2010 per il programma Armed Aerial Scout, destinato a sostituire il Bell OH-56 Kiowa. Tuttavia, il programma è stato chiuso nella fine del 2013, ma lo sviluppo del velivolo è comunque continuato. Nel settembre 2013 la Aurora Flight Sciences ha consegnato le due fusoliere per i test e il primo volo è avvenuto il 22 maggio 2015. Nell'agosto 2017 il prototipo ha subito dei danni durante un atterraggio e nello stesso anno è stata annunciata la produzione di un nuovo prototipo che vada a sostituire il primo. Quest'ultima unità ha effettuato il suo primo volo il 19 giugno 2018. Questo programma, che aveva come concorrente diretto il Bell 360 Invictus, veniva cancellato dall'US Army nel febbraio 2024.

## Caratteristiche
Il progetto del Raider deriva dal Sikorsky X2, disponendo di due rotori coassiali a quattro pale ciascuno e di un'elica posteriore spingente a sei pale. Come elicoplano ha delle prestazioni superiori rispetto a gli elicotteri tradizionali ed è mosso da un motore General Electric T700, che inizialmente si prevedeva di sostituire con un motore più potente. Il velivolo è costituito in larga parte da materiali compositi che ne aumentano la resistenza e ne riducono il peso. L'impennaggio è composto da due pinne verticali esterne e da un timone centrale dietro l'elica posteriore, che si ergono su un piano orizzontale. Nel mento si trovano i sistemi di localizzazione e di mira, l'abitacolo dispone di sistemi di controllo fly-by-wire e dietro di esso si trova la cabina con capacità di trasportare 6 truppe equipaggiate, con due porte scorrevoli sui lati della fusoliera. Le dimensioni compatte consentono di trasportare quattro Raider in un Boeing C-17.

### Altre versioni
- MH-97: versione trasporto truppe per operazioni d'assalto. (Proposta)
- AH-97: versione d'attacco leggero e di ricognizione. (Proposta)
- SH-97: versione per compiti di ricognizione e soccorso. (Proposta)
- RH-97: versione a pilotaggio remoto. (Proposta)